# Ian Clark
Ian Patrick Clark (ur. 7 marca 1991 w Memphis) – amerykański koszykarz, występujący na pozycji rzucającego obrońcy, mistrz NBA z 2017, obecnie zawodnik Xinjiang Flying Tigers.
2 sierpnia 2017 został zawodnikiem New Orleans Pelicans.
30 lipca 2019 dołączył do chińskiego Xinjiang Flying Tigers.

## Osiągnięcia
Stan na 31 lipca 2019, na podstawie, o ile nie zaznaczono inaczej.
NCAA
- Uczestnik turnieju NCAA (2011–2013)
- Mistrz:
  - turnieju konferencji 
    - Ohio Valley (OVC – 2013)
    - Atlantic Sun (A–Sun – 2011, 2012)

  - sezonu zasadniczego:
    - konferencji:
      - OVC (2013)

    - A-Sun (2011, 2012)
    - dywizji konferencji OVC (2013)
- Współzawodnik roku konferencji OVC (2013)[5]
- Obrońca Roku Konferencji:
  - OVC (2013)
  - Atlantic Sun (2012)
- Najlepszy pierwszoroczny zawodnik roku konferencji A-Sun (2010)
- Zaliczony do:
  - I składu:
    - OVC(2013)
    - A-Sun (2011, 2012)
    - najlepszych zawodników pierwszorocznych Atlantic Sun (2010)
    - turnieju:
      - OVC (2013)
      - Atlantic Sun (2011, 2012)
      - Great Alaska Shootout (2013)

  - II składu A-Sun (2010)
  - składu Honorable Mention All-American (2013 przez Associated Press)

NBA
- Mistrz NBA (2017)
- Wicemistrz NBA (2016)
- Zaliczony do II składu letniej ligi NBA w Orlando (2013)